# بال متحرک

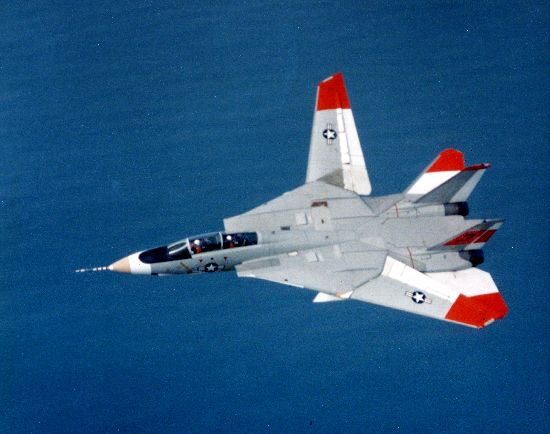
گرومن اف-۱۴ تام‌کت ارتش ایالات متحده

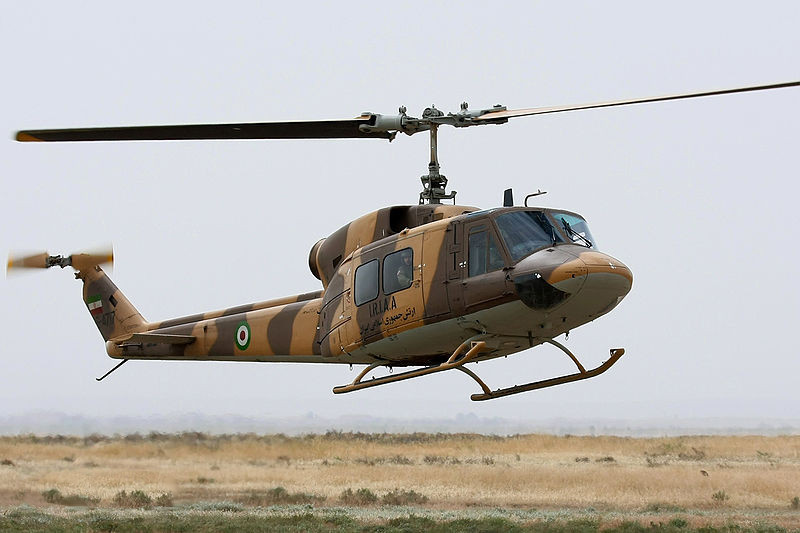
بل ۲۱۴ هوانیروز ایران

بال متحرک در هواگرد (هواپیما و بالگرد) بالی است که می‌توان آن را در طول پرواز به عقب خم کرده و سپس به جای خود برگرداند. بال متحرک به پلان‌فرم این امکان را می‌دهد تا در پرواز انعطاف‌پذیر باشد و بنابراین مثال خوبی برای متغیر هندسی است. این سیستم معمولاً در هواپیماهای نظامی که قرار است هم در سرعت‌های بالا و هم در سرعت‌های پایین پرواز کنند، به کار گرفته می‌شود.
به‌طور کلی بال‌های خمیده‌تر برای پرواز در سرعت‌های بالاتر مناسب هستند اما بال‌های غیرخمیده برای سرعت‌های پایین‌تر و بارگیری بیشتر هواپیما مفیدتر هستند. وجود سیستم بال متحرک به خلبان هواپیما این امکان را می‌دهد تا با توجه سرعت دلخواه بهترین درجهٔ خمیدگی را برای بال هواپیمای خود انتخاب کند. البته استفاده از بال متغیر معایبی چون افزایش وزن هواپیما، پیچیدگی و هزینه‌های بیشتر را هم به همراه دارد.
استفاده از بال متغیر در نیمه ابتدایی جنگ سرد رایج شد و جنگنده بمب‌افکن‌های روسی سوخو-۷، سوخو-۱۷، میگ-۲۳ و سوخو-۲۴ و همتایان آمریکایی آن‌ها اف-۱۰۵ و اف-۱۱۱ و اف-۱۴ با این تکنولوژی ساخته شدند. بمب افکن‌های استراتژیک دهه ۱۹۸۰ یعنی بی-۱ لنسر در آمریکا و پاسخ روس‌ها به آن یعنی توپولف-۱۶۰، آخرین هواپیماهایی بودند که با تکنولوژی بال متحرک طراحی شدند.